# OK Spodnja Savinjska
OK Spodnja Savinjska est un club slovène de volley-ball basé à Šempeter, évoluant pour la saison 2019-2020 en 1. DOL ženske.

## Effectifs

### Saison 2020-2021
| No                                     | Nom                                    | Date de naissance                      | Taille                         | Poids                          | Poste                          |
| -------------------------------------- | -------------------------------------- | -------------------------------------- | ------------------------------ | ------------------------------ | ------------------------------ |
| 1                                      | Lara Rituper                           | 28 juillet 2002                        | 183                            | 74                             | Réceptionneuse-attaquante      |
| 3                                      | Mojca Božič                            | 30 mars 1992                           | 176                            | 74                             | Passeuse                       |
| 4                                      | Tia Koren                              | 8 juillet 2004                         | 179                            | 74                             | Centrale                       |
| 5                                      | Vita Črnila                            | 4 août 2002                            | 184                            | 67                             | Centrale                       |
| 7                                      | Nika Markovič                          | 5 mai 1997                             | 185                            | 81                             | Attaquante                     |
| 8                                      | Katja Mihalinec                        | 28 janvier 1997                        | 179                            | 80                             | Réceptionneuse-attaquante      |
| 9                                      | Anastazija Žnidar                      | 27 mars 1995                           | 177                            | 68                             | Réceptionneuse-attaquante      |
| 10                                     | Katja Banko                            | 19 octobre 2002                        | 164                            | 66                             | Réceptionneuse-attaquante      |
| 11                                     | Nina Kotnik                            | 12 décembre 1999                       | 184                            | 71                             | Réceptionneuse-attaquante      |
| 13                                     | Maša Božič                             | 20 avril 2003                          | 172                            | 62                             | Passeuse                       |
| 14                                     | Tali Lekše                             | 1er juillet 2000                       | 181                            | 65                             | Réceptionneuse-attaquante      |
| 15                                     | Anja Mazej                             | 4 janvier 2000                         | 170                            | 56                             | Libero                         |
| 17                                     | Jerneja Lakovšek                       | 5 mars 1991                            | 181                            | 76                             | Attaquante                     |
|                                        |                                        |                                        |                                |                                |                                |
| Encadrement technique                  | Encadrement technique                  |                                        | Légende                        | Légende                        | Légende                        |
| Entraîneur : Beno Božič                | Entraîneur : Beno Božič                | Entraîneur : Beno Božič                | : Capitaine                    | : Capitaine                    | : Capitaine                    |
| Entraîneur(s) adjoint(s) : Simon Božič | Entraîneur(s) adjoint(s) : Simon Božič | Entraîneur(s) adjoint(s) : Simon Božič | : Joueuse blessée actuellement | : Joueuse blessée actuellement | : Joueuse blessée actuellement |